# Lob-esdoornschijfje
Het lob-esdoornschijfje (Heterarthrus fiora) is een bladwesp behorend tot de familie Tenthredinidae. De larven leven monofaag van planten uit de zeepboomfamilie (Sapindaceae). Ze mineren de bladeren van de gewone esdoorn (Acer pseudoplatanus). De soort is univoltien en mijnen komen voor aan het begin van de zomer.

## Kenmerken
Volwassen exemplaren hebben een lengte van 3,5 tot 4,5 mm. Het vrouwtje is glanzend zwart en gebroken wit gekleurd. De antennes zijn zwart met de apicale segmenten roodbruin. De thorax (borststuk) is zwart. Het achterlijf is zwart met zeer smalle witte randen tot aan de toppen van de tergieten. De poten zijn zwart.

## Mijn
De larven mineren bladeren vanaf de rand van het blad. Van de bovenste bladepidermis wordt een grote blaasmijn gemaakt en deze krijgt uiteindelijk vaak de volledige diepte van het blad. Zodra de larve volgroeid is spint deze een cocon. Deze cocon is schijfvormig en bevindt zich binnen de mijn. Na verdroging krult de cocon op en valt op de grond. Het gat dat in het blad achterblijft heeft een diameter van 7 mm.
Heterarthrus cuneifrons maakt een soortgelijke mijn met een schijfvormige cocon, maar dan gelegen in het midden, niet aan de rand, van het blad.

## Verspreiding
Heterarthrus fiora komt voor van Zweden tot de Pyreneeën en Italië, en van Ierland tot de Ukraine.